# Татар-Велень-Лей

Татар-Велень-Лей — река в России, протекает по территории Ичалковского района Мордовии. Устье реки находится в 139 км по правому берегу реки Алатырь. Длина реки составляет 19 км, площадь водосборного бассейна 48,2 км².
Исток реки у села Пермеево в 13 км к юго-западу от райцентра, села Ичалки. Река течёт на северо-восток, всё течение проходит по безлесой местности. В нижнем течении отделяет село Ичалки (левый берег) и Рождествено (правый берег). Впадает в Алатырь чуть ниже этих сёл.

## Данные водного реестра
По данным государственного водного реестра России относится к Верхневолжскому бассейновому округу, водохозяйственный участок реки — Алатырь от истока и до устья, речной подбассейн реки — Сура. Речной бассейн реки — (Верхняя) Волга до Куйбышевского водохранилища (без бассейна Оки).
По данным геоинформационной системы водохозяйственного районирования территории РФ, подготовленной Федеральным агентством водных ресурсов:
- Код водного объекта в государственном водном реестре — 08010500212110000038246
- Код по гидрологической изученности (ГИ) — 110003824
- Код бассейна — 08.01.05.002
- Номер тома по ГИ — 10
- Выпуск по ГИ — 0